# 포딜스크

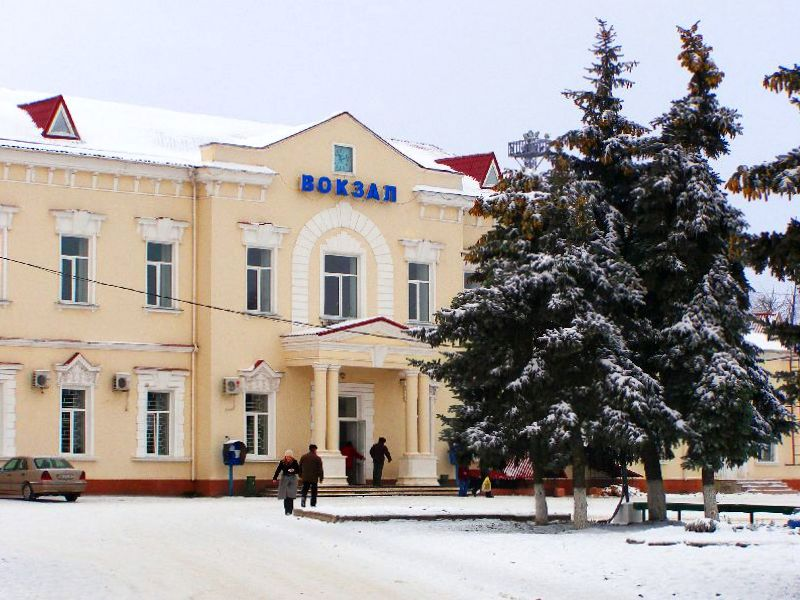
포딜스크 철도역

포딜스크(우크라이나어: Подільськ, 루마니아어: Bârzula 브르줄라[*])는 우크라이나 오데사주의 도시로 면적은 25.44km2, 높이는 248m, 인구는 40,640명(2015년 기준), 인구 밀도는 1,600명/km2이다.
1925년 소련의 군인인 그리고리 코톱스키의 무덤이 이 곳에 들어섰으며 1935년에는 도시 이름이 비르줄라에서 코토우스크(Котовськ)로 바뀌었다. 2016년 5월 21일 탈공산화 정책에 따라 지금과 같은 도시 이름으로 변경되었다.

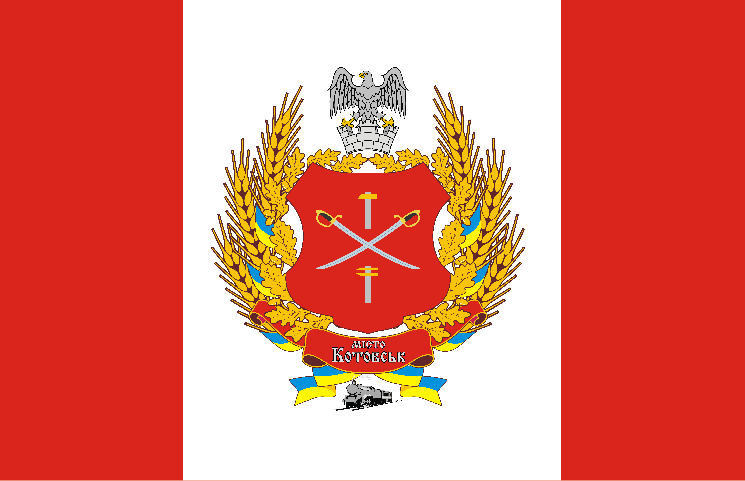
시기
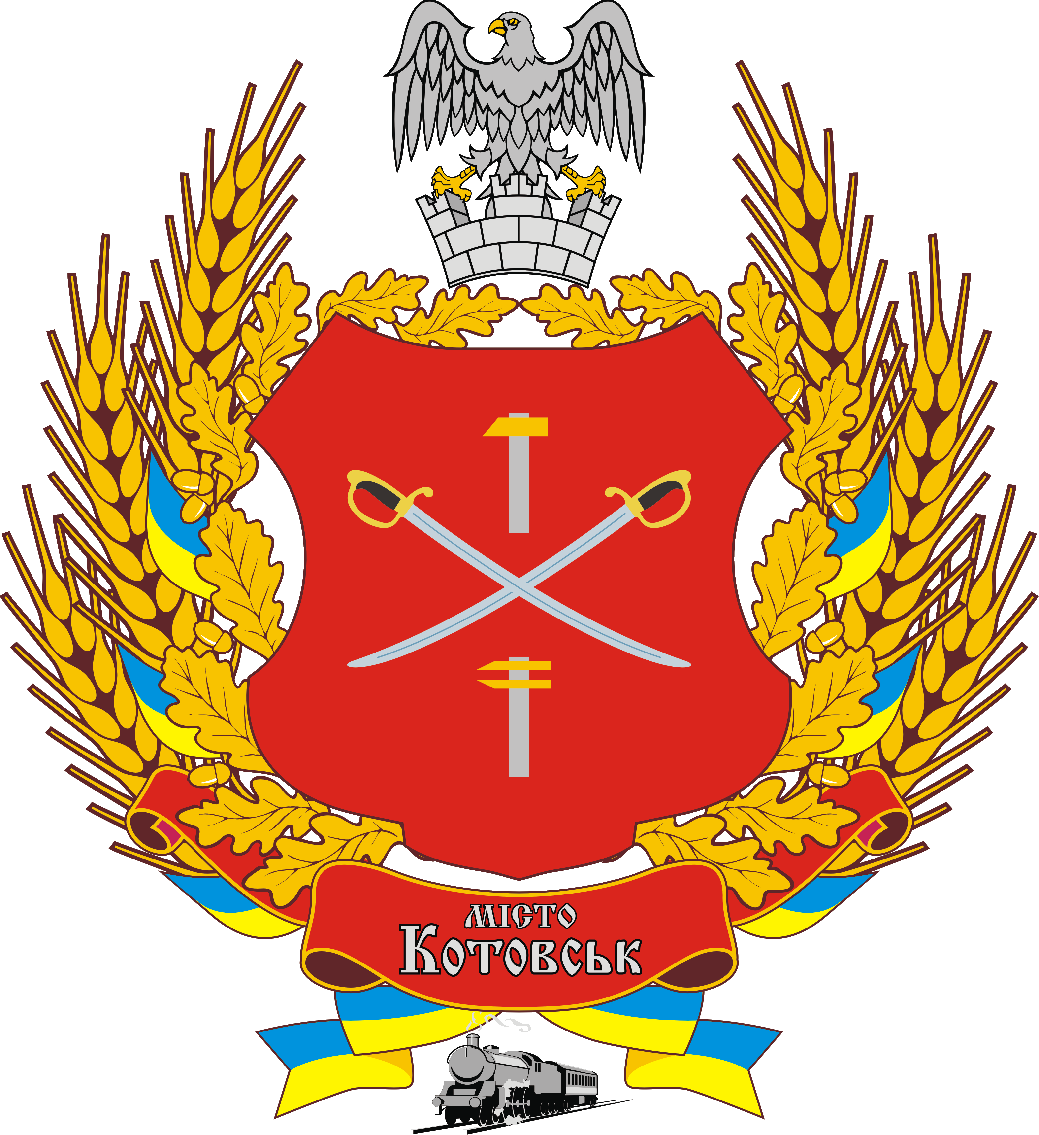
시 문장

## 같이 보기
- 우크라이나의 도시 목록